# Медаль «За отличие в службе в налоговых органах»
Медаль «За отличие в службе в налоговых органах» (азерб. "Vergi orqanlarında xidmətdə fərqlənməyə görə" medalı) — государственная награда Азербайджанской Республики.

## История и положения
Медаль «За отличие в службе в налоговых органах» была учреждена указом Президента Азербайджанской Республики Ильхамом Алиевым от 29 декабря 2009 года № 937-IIIQD.
Медаль «За отличие в службе в налоговых органах» вручается сотрудникам налоговых органов Азербайджанской Республики за следующие заслуги:
- за значительный вклад в реализацию налоговой политики Азербайджанской Республики;
- за особые достижения в службе в налоговых органах;
- за участие в разработке и реализации важных проектов в налоговой системе;
- за другие заслуги в развитии налоговой системы.

Медаль «За отличие в службе в налоговых органах» имеет три степени:
- Медаль 1-й степени «За отличие в службе в налоговых органах» присуждается лицам, проработавшим в налоговых органах Азербайджанской Республики не менее 20 лет;(является высшей)
- Медаль 2-й степени «За отличие в службе в налоговых органах» присуждается лицам, проработавшим в налоговых органах Азербайджанской Республики не менее 15 лет;
- Медаль 3-й степени «За отличие в службе в налоговых органах» присуждается лицам, проработавшим в налоговых органах Азербайджанской Республики не менее 10 лет.

## Описание
Медаль «За отличие в службе в налоговых органах» изготовлена из бронзы. Планка диаметром 42 мм имеет круглую гладкую центральную часть и выпуклую восьмиконечную звезду по краям. Лицевая сторона медали гладкая, в центре круга изображена эмблема Министерства налогов Азербайджанской Республики, а по краям размещен венок из колосьев.
На обратной стороне медали, по краям круга, размещен венок из колосьев и лавровых листьев. В центре на медалях имеется надпись:
- На медали 1-й степени написано «VERGİ ORQANLARINDA XİDMƏTDƏ FƏRQLƏNMƏYƏ GÖRƏ» и под ним цифра «I»
- На медали 2-й степени написано «VERGİ ORQANLARINDA XİDMƏTDƏ FƏRQLƏNMƏYƏ GÖRƏ» и под ним цифра «II»
- На медали 3-й степени написано «VERGİ ORQANLARINDA XİDMƏTDƏ FƏRQLƏNMƏYƏ GÖRƏ» и под ним цифра «III».

Медали различаются по цвету:
- Медаль 1-й степени золотая,
- Медаль 2-й степени серебряная,
- Медаль 3-й степени бронзовая.

## Способ ношения
Лица, удостоенные медали, награждаются руководителем соответствующего государственного органа, назначенным исполнительной властью.
Медаль «За отличие в службе в налоговых органах» размещается на левой стороне груди и следует за другими орденами и медалями Азербайджанской Республики после медали «10-летие Министерства налогов Азербайджанской Республики (2000—2010)».